# Apšės upės slėnis
Apšės upės slėnis este o arie protejată (arie de protecție specială avifaunistică — SPA) din Lituania întinsă pe o suprafață de 324,9 ha, integral pe uscat.

## Localizare
Centrul sitului Apšės upės slėnis este situat la coordonatele 56°19′45″N 21°42′28″E / 56.3292°N 21.7078°E.

## Înființare
Situl Apšės upės slėnis a fost declarat arie de protecție specială avifaunistică în februarie 2022 pentru a proteja 4 specii de animale.

## Biodiversitate
Situată în ecoregiunea boreală, aria protejată nu include niciun habitat protejat.
La baza desemnării sitului se află mai multe specii protejate de  păsări (4): barză albă (Ciconia ciconia), erete cenușiu (Circus pygargus), cristeiul de câmp (Crex crex), sfrâncioc roșiatic (Lanius collurio).